# 扎盧扎尼
49°23′51″N 23°31′30″E / 49.39750°N 23.52500°E
扎盧扎尼（烏克蘭語：Залужани），是烏克蘭的村落，位於該國西部利沃夫州，由德羅霍貝奇區負責管轄，始建於1094年，面積0.907平方公里，2001年人口787，人口密度每平方公里867.7人。